# Kwark b
Kwark b (ang. bottom, beauty, kwark niski, kwark piękny w literaturze popularnonaukowej, inaczej zwany dennym lub spodnim) – kwark należący do trzeciej generacji cząstek elementarnych. Charakteryzuje się dużą masą, posiada ładunek elektryczny -1/3 e.
Został odkryty w 1977 w Fermilabie w Stanach Zjednoczonych.
Nie występuje w zwykłej materii, występuje natomiast w cząstkach wytwarzanych sztucznie, np. mezonach B i Υ.

## Parametry kwarku b
- masa: od 4100 do 4400 MeV/c²[3]
- ładunek elektryczny: -1/3 e
- izospin: 0 (trzecia składowa)
- spin: 1/2
- piękno: -1